# Los Angeles Guitar Quartet
Das Los Angeles Guitar Quartet (LAGQ) ist ein US-amerikanisches Gitarrenquartett.

## Zur Geschichte des Ensembles
Das Quartett wurde im Jahre 1980 von Anisa Angarola (unter der „Aufsicht“ von Pepe Romero, einem Mitglied des berühmten „Los Romeros“-Gitarrenquartetts) gegründet. Das oft mit der Abkürzung LAGQ bezeichnete Ensemble besteht derzeit aus den vier Gitarristen John Dearman, William Kanengiser, Matthew Greif und Douglas Lora. Die vier Künstler spielen „klassische“ Gitarren, also Gitarren mit Nylonsaiten. Das Quartett ist in der Lage, mit den Gitarren eine Vielzahl anderer Instrumente zu imitieren oder neue klangliche Effekte zu erzeugen.
Das LAGQ spielt eine Vielzahl von Stilen, angefangen von Barock über Bluegrass, Flamenco bis New Age u. a. Das Quartett wurde 2005 für ihre CD „Guitar Heroes“ mit dem Grammy Award ausgezeichnet. Das (ehemalige) Quartettmitglied Andrew York  hat ebenso wie andere zeitgenössische Komponisten (z. B. Ian Krouse) eine Reihe von Kompositionen für das Quartett geschrieben, darunter sehr populäre Werke wie „Bantu“, „Quiccan“, „Lotus Eaters“ oder „Pacific Coast Highway“. York verließ Ende 2006 das Quartett, um seine eigene künstlerische Karriere fortzusetzen.
Das Ensemble nahm eine Vielzahl von Werken auf CD auf, die meisten Einspielungen sind bei Telarc erschienen.

## Mitglieder
John Dearman (* 1956)
John Dearman ist Gründungsmitglied des Quartetts. Er spielt als Einziger des Quartetts eine besondere siebensaitige Gitarre, die den Tonumfang einer „gewöhnlichen“ Gitarre nach unten – in den Bässen – erweitert. Zusätzlich erlaubt diese Gitarre durch das verlängerte Griffbrett auch höhere Tonlagen. Dearman lehrt am El Camino College und an der Universität von Kalifornien, Santa Barbara.
William Kanengiser (* 1959)
Kanengiser, ebenfalls Gründungsmitglied des Quartetts, hat eine Vielzahl von Werken für das Quartett arrangiert, z. B. die „Ungarische Rhapsodie Nr. 2“ von Franz Liszt. Das Werk „Gongan“, ebenfalls von ihm arrangiert, ahmt die Gamelan-Musik durch Einsatz von Krokodilklemmen an den Saiten nach. Kanengiser lehrt an der Universität von Südkalifornien in Los Angeles als Professor für Gitarre.
Matthew Greif (* 1967)
Matthew Greif ist seit Anfang 2007 festes Mitglied des Quartetts und nimmt den Platz von Andrew York ein, der sich Ende 2006 vom Quartett getrennt hat. Matthew Greif ist ehemaliger Schüler von Kanengiser und Tennant.
Douglas Lora (* 1978)
Douglas Lora ist seit Ende 2022 festes Mitglied des Quartetts und nimmt den Platz von Scott Tennant ein. Douglas Lora ist zwar in Washington D.C. geboren, verbrachte aber die meiste Zeit seines Lebens in Brasilien. Er tritt mit João Luiz als Brasil Guitar Duo auf. Mit seinem Bruder, dem Schlagzeuger Alexandre Lora, und dem Mandolinenvirtuosen Dudu Maia gründete er 2011 das Trio Brasileiro, ein Ensemble, das sich der traditionellen Musik Brasiliens widmet.

## Ehemalige Mitglieder
Anisa Angarola (* 1953)⁠
Anisa Angarola war Gründungsmitglied des Quartetts, 1989 wurde sie durch Andrew York ersetzt. Anisa Angarola ist Tochter eines Grundschullehrers aus Carlsbad (Kalifornien), ihre erste Gitarrenlehrerin war Catherine Manning aus Oceanside (Kalifornien). 1991 gründete sie ihr eigenes Angarola Guitar Quartet.
Scott Tennant (* 1962)
Scott Tennant ist ebenfalls ein Gründungsmitglied des Quartetts. Er hat einige Aufnahmen von Joaquín Rodrigo, keltischer Musik aus England, Irland und Schottland veröffentlicht. Außerdem lehrt er ebenfalls an der Universität von Südkalifornien. Tennant hat ein inzwischen auch in Europa bekanntes Gitarrenlehrwerk verfasst, „Pumping Nylon“. Ende 2022 schied er zugunsten von Douglas Lora aus.
Andrew York (* 1958)
Andrew York absolvierte sein Studium bei John Williams und Christopher Parkening, an der Universität James Madison in Virginia sowie an der Universität von Südkalifornien als auch in Spanien. Er kam 1989 für die ausgeschiedene Anisa Angarola dazu und schied Ende 2006 zugunsten von Matthew Greif aus.